# Indianapolis Colts 1992
La stagione 1992 degli Indianapolis Colts è stata la 39ª della franchigia nella National Football League, la nona con sede a Indianapolis. I Colts conclusero con un record di 9 vittorie e 7 sconfitte, chiudendo al terzo posto dell'AFC East e mancando l'accesso ai  playoff per il quinto anno consecutivo. La squadra fu diretta da Ted Marchibroda che l'aveva già allenata negli anni settanta portandola a tre titoli di division consecutivi. Le 1.102 yard corse dai Colts furono il minimo per qualsiasi squadra negli anni novanta.

## Roster
| Roster degli Indianapolis Colts nel 1992 |
| --- |
| Quarterback - 11 Jeff George - 9 Mark Herrmann - 10 Jack Trudeau - 7 Tom Tupa Running Back - 44 Maurice Carthon - 35 Rodney Culver - 23 Anthony Johnson Wide Receiver - 80 Bill Brooks - 84 Jessie Hester - 85 Reggie Langhorne - 86 Eddie Miller - 83 Clarence Verdin KR/PR Tight End - 81 Charles Arbuckle - 88 Kerry Cash - 32 Ken Clark RB Offensive Linemen - 71 Kevin Call T - 69 Randy Dixon G - 53 Ray Donaldson C - 64 Trevor Matich C - 73 Zefross Moss T - 75 Irv Pankey T - 68 Tom Ricketts G - 74 Bill Schultz G - 66 Ron Solt G - 72 Mark Vander Poel T Defensive Linemen - 90 Mel Agee DE - 76 Sam Clancy DE - 79 Steve Emtman NT - 78 Jon Hand DE - 96 Willis Peguese DE - 98 Tony Siragusa NT Linebacker - 51 Chip Banks OLB - 50 Duane Bickett OLB - 54 Jeff Herrod ILB - 97 Scott Radecic ILB - 55 Quentin Coryatt ILB - 58 Matt Vanderbeek OLB/ILB - 92 Tony Walker OLB Defensive Back - 31 Michael Ball SS - 36 John Baylor CB/SS - 38 Eugene Daniel CB - 37 Chris Goode CB - 25 Cornell Holloway CB - 39 Mike Prior FS - 45 Tony Stargell Special Team - 4 Dean Biasucci K - 3 Rohn Stark P Squadra di allenamento - 25 Ronald Humphrey RB |
| Legenda - I rookie sono in corsivo. - Il primo ruolo è il principale mentre gli eventuali successivi indicano i ruoli secondari. - (IR) sta per Injured Reserve ed indica la lista ristretta per un solo giocatore infortunato che può tornare ad allenarsi dopo la settimana 6 e a rientrare in prima squadra dopo che questa ha giocato 8 partite. - (NF-Inj.) / (NF-Ill.) stanno rispettivamente per Non-Football Injured e Non-Football Illness ed indicano le liste dove viene inserito un giocatore che ha un infortunio o una malattia non dipendente dal football americano. - (PUP) sta per Physically Unable to Perform ed indica la lista dove viene inserito un giocatore mentre è in attesa di recuperare la condizione fisica. Nella stagione regolare dopo la sesta partita giocata dalla propria squadra, il giocatore ha tempo tre settimane per riprendere ad allenarsi, più tre settimane aggiuntive dal suo rientro agli allenamenti per rientrare in prima squadra. |

Fonte:

## Calendario
| Stagione regolare |                    |                         |                    |                    |                      |                    |                    |
| Turno             | Data               | Avversario              | Risultato          | Record             | Stadio               | Pubblico           |                    |
| 1                 | 6 settembre 1992   | Cleveland Browns        | V 14–3             | 1–0                | Hoosier Dome         | 50,766             |                    |
| 2                 | 13 settembre 1992  | Houston Oilers          | S 10–20            | 1–1                | Hoosier Dome         | 44,851             |                    |
| 3                 | 20 settembre 1992  | at Buffalo Bills        | S 0–38             | 1–2                | Rich Stadium         | 77,781             |                    |
| 4                 | Settimana di pausa | Settimana di pausa      | Settimana di pausa | Settimana di pausa | Settimana di pausa   | Settimana di pausa | Settimana di pausa |
| 5                 | 4 ottobre 1992     | at Tampa Bay Buccaneers | V 24–14            | 2–2                | Tampa Stadium        | 56,585             |                    |
| 6                 | 11 ottobre 1992    | New York Jets           | V 6–3              | 3–2                | Hoosier Dome         | 48,393             |                    |
| 7                 | 18 ottobre 1992    | San Diego Chargers      | S 14–34            | 3–3                | Hoosier Dome         | 48,552             |                    |
| 8                 | 25 ottobre 1992    | at Miami Dolphins       | V 31–20            | 4–3                | Joe Robbie Stadium   | 61,117             |                    |
| 9                 | 1º novembre 1992   | at San Diego Chargers   | S 0–26             | 4–4                | Jack Murphy Stadium  | 40,324             |                    |
| 10                | 8 novembre 1992    | Miami Dolphins          | S 0–28             | 4–5                | Hoosier Dome         | 59,892             |                    |
| 11                | 15 novembre 1992   | New England Patriots    | S 34–37            | 4–6                | Hoosier Dome         | 42,631             |                    |
| 12                | 22 novembre 1992   | at Pittsburgh Steelers  | S 14–30            | 4–7                | Three Rivers Stadium | 51,101             |                    |
| 13                | 29 novembre 1992   | Buffalo Bills           | V 16–13            | 5–7                | Hoosier Dome         | 50,221             |                    |
| 14                | 6 dicembre 1992    | at New England Patriots | V 6–0              | 6–7                | Foxboro Stadium      | 19,429             |                    |
| 15                | 13 dicembre 1992   | at New York Jets        | V 10–6             | 7–7                | The Meadowlands      | >33,684            |                    |
| 16                | 20 dicembre 1992   | Phoenix Cardinals       | V 16–13            | 8–7                | Hoosier Dome         | 46,763             |                    |
| 17                | 27 dicembre 1992   | at Cincinnati Bengals   | V 21–17            | 9–7                | Riverfront Stadium   | 47,837             |                    |

## Classifiche
| AFC East             |    |    |   |      |      |      |     |     |     |
|                      | V  | S  | P | %    | CONF | DIV  | PF  | PS  | STR |
| (2) Miami Dolphins   | 11 | 5  | 0 | .688 | 5–3  | 9–3  | 340 | 281 | V3  |
| (4) Buffalo Bills    | 11 | 5  | 0 | .688 | 5–3  | 7–5  | 381 | 283 | S1  |
| Indianapolis Colts   | 9  | 7  | 0 | .563 | 5–3  | 7–7  | 216 | 302 | V5  |
| New York Jets        | 4  | 12 | 0 | .250 | 3–5  | 4–8  | 220 | 315 | S3  |
| New England Patriots | 2  | 14 | 0 | .125 | 2–6  | 2–10 | 205 | 363 | S5  |